# Hostouň (Plzeň)
Hostouň (in tedesco Hostau) è una città della Repubblica Ceca facente parte del distretto di Domažlice, nella regione di Plzeň.